# アレンデール郡 (サウスカロライナ州)
アレンデール郡（英: Allendale County）は、アメリカ合衆国サウスカロライナ州の南西部に位置する郡である。2010年国勢調査での人口は10,419人であり、2000年の11,211人から7.1%減少した。郡庁所在地はアレンデール市（人口3,482人）であり、同郡で人口最大の都市でもある。

## 歴史
アレンデール郡は1919年にサバンナ川沿いのバーンウェル郡南西部が分離して設立された。考古学発掘が行われたトッパー遺跡があり、5万年前に遡るクローヴィス文化以前の遺物が出てきている。この遺跡はスイスの化学会社クラリアント・コーポレーションが所有するマーティンの土地にあるチャート (岩石)鉱脈の近くにある。クラリアントの工場もそこにある。遺跡を発見した地元住民ジョン・トッパーに因んで名付けられ、1980年代半ばに試掘が行われた後、1999年以降1年に約1か月間サウスカロライナ大学の考古学者が発掘を続けている。

## 地理
アメリカ合衆国国勢調査局に拠れば、郡域全面積は413平方マイル (1,070 km2)であり、このうち陸地408平方マイル (1,060 km2)、水域は4平方マイル (10 km2)で水域率は4.06%である。サバンナ川が郡の西側、ジョージア州との州境を構成している。

### 交通
アレンデールはオーガスタ市から62マイル (100 km)、サバンナ市から73マイル (117 km)、コロンビア市から87マイル (139 km)、チャールストン市から90マイル (144 km) の位置にある。州間高速道路が建設される以前、アレンデールには幾つかのモーテルがあり、北東部の州からフロリダ州に行く旅人の用に供していた。以前はアメリカ国道301号線でアレンデールを通っていたものが、現在では州間高速道路95号線に移っている。

## 経済
アレンデール郡は主に農業の田園郡である。主要産品は綿花、大豆、スイカ、カンタロープ（マスクメロン）である。製材業も重要であり、おもにパルプに使われている。

### 隣接する郡
- バンバーグ郡 - 北東
- コレトン郡 - 東
- ハンプトン郡 - 南東
- スクリーブン郡 (ジョージア州) - 南西
- バーク郡 (ジョージア州) - 西
- バーンウェル郡 - 北西

## 人口動態
以下は2000年国勢調査による人口統計データである。
| 基礎データ - 人口: 11,211人 - 世帯数: 3,915 世帯 - 家族数: 2,615 家族 - 人口密度: 11人/km2（28人/mi2） - 住居数: 4,568軒 - 住居密度: 4軒/km2（11軒/mi2） 人種別人口構成 - 白人: 27.37% - アフリカン・アメリカン: 71.0% - ネイティブ・アメリカン: 0.09% - アジア人: 0.12% - 太平洋諸島系: 0.06% - その他の人種: 0.85% - 混血: 0.51% - ヒスパニック・ラテン系: 1.61% 年齢別人口構成 - 18歳未満: 26.6% - 18-24歳: 9.8% - 25-44歳: 28.2% - 45-64歳: 22.8% - 65歳以上: 12.7% - 年齢の中央値: 35歳 - 性比（女性100人あたり男性の人口） - 総人口: 108.6 - 18歳以上: 107.5 | 世帯と家族（対世帯数） - 18歳未満の子供がいる: 30.3% - 結婚・同居している夫婦: 35.8% - 未婚・離婚・死別女性が世帯主: 25.8% - 非家族世帯: 33.2% - 単身世帯: 30.0% - 65歳以上の老人1人暮らし: 12.3% - 平均構成人数 - 世帯: 2.56人 - 家族: 3.21人 収入と家計 - 収入の中央値 - 世帯: 20,898米ドル - 家族: 27,348米ドル - 性別 - 男性: 25,930米ドル - 女性: 20,318米ドル - 人口1人あたり収入: 11,293米ドル - 貧困線以下 - 対人口: 34.5% - 対家族数: 28.4% - 18歳未満: 48.1% - 65歳以上: 26.0% |

## 政治
アレンデール郡は1976年以降のアメリカ合衆国大統領選挙では一貫して民主党候補を選んでおり、1984年でもウォルター・モンデールを選んだ。2008年では、バラク・オバマが投票総数の75.1%を獲得した。2012年もオバマが78.3%の支持を得た。

## 都市と町

### 法人化自治体
- アレンデール - 郡庁所在地
- フェアファックス
- シカモア
- アルマー

### 未編入の町
- マーティン

## 教育
1965年から1971年までサウスカロライナ州知事を務めた民主党員ロバート・マクネアは、その妻がアレンデール出身だったので、成人してからアレンデール郡に移ってきた。マクネアの影響力で、サウスカロライナ大学サルカハチー・キャンパス（2年制）がアレンデール市にある。またサウスカロライナ州教育テレビネットワークの1つであるWEBAも郡内にある。アレンデールは州内46郡のうち、人口は第45位であり、州が支援するカレッジや教育テレビ局がある郡としては最小のものである。アレンデール郡教育学区にはアレンデール・フェアファックス高校という高校がある。元C・E・ビーイング高校は人種差別の時代にアフリカ系アメリカ人の生徒を受け入れていた。州立工科カレッジシステムの1つ、デンマーク工科カレッジが、アレンデールより25マイル (40 km) 離れたバンバーグ郡のキャンパスで郡内の学生を受け入れている。